# Weißenkirchen im Attergau
Weißenkirchen im Attergau je obec v rakouské spolkové zemi Horní Rakousy, v okrese Vöcklabruck.
K 1. lednu 2021 zde žilo 956 obyvatel.